# Я люблю Дика
«Я люблю́ Ди́ка» (англ. I Love Dick) — американский комедийный телесериал Amazon Video, основанный на одноимённом романе Крис Краус. Премьера пилотного эпизода состоялась 19 августа 2016 года; первый сезон был выпущен 12 мая 2017 года. 18 января 2018 года сериал был закрыт после одного сезона.

## Сюжет
Крис (Кэтрин Хан) — неудачливая художница и кинорежиссёр из Нью-Йорка, сопровождает своего мужа Силвера (Гриффин Данн) в Техас, где Силвер получил должность научного сотрудника. По прибытии в Техас Крис быстро увлекается руководителем Силвера — Диком (Кевин Бэйкон). Её увлечение Диком выражается в письмах, которые наполнены сексуальными фантазиями; тем не менее она письма остаются неотправленными. Её отношения с Диком и написание откровенных писем начинают влиять на её отношение к браку, работе и придают уверенности в себе как в личности и художнице.

## В ролях

### Основной состав
- Кевин Бэйкон — Дик
- Кэтрин Хан — Крис Краус
- Гриффин Данн — Силвер Лотринджер
- Роберта Колиндрес — Девон
- Лили Монджекву — Пола

### Второстепенный состав
- Индия Менуэз — Тоби
- Себастьян Коул — Лоуренс
- Эрик Альварес — Сонни
- Лео Лунгаро — Род
- Рошель Робинсон — Хелен

## Отзывы критиков
Сериал «Я люблю Дика» получил в общем положительные отзывы критиков. На сайте-агрегаторе Rotten Tomatoes сериал получил 84% «свежести» на основе 45-ти отзывов критиков со средним рейтингом 7,8/10. На Metacritic сериал получил 73 балла из ста на основе 29-ти «в целом положительных» рецензиях.